# バーボン・ストリート (テレビドラマ)
『バーボン・ストリート』（英: Bourbon Street Beat）は、ABCネットワークで1959年10月5日から1960年7月4日まで放送されたアメリカ合衆国の連続探偵テレビドラマ。出演はリチャード・ロング（レックス・ランドルフ）、アンドリュー・ダガン（キャル・カルホーン）、アーリーン・ハウエル（メロディー・リー・マーサー）、ヴァン・ウィリアムズ（ケニー・マディソン）。
ランドルフとカルホーンの探偵事務所は、タイトルが示すフレンチ・クオーターのバーボン・ストリートにあるナイトクラブ、アブサン・ハウスを拠点としていた。事務所の電話番号は「EXpress 7123」。テーマ曲の「Bourbon Street Beat」はマック・デヴィッドとジェリー・リヴィングストンによる。

## 概要
当時ABCで放送されたワーナー・ブラザースによるテレビドラマの1つであったが、『バーボン・ストリート』は他の番組ほど成功を収めることはできなかった。シリーズ終了後、リチャード・ロングが演じたレックス・ランドルフは『サンセット77』に移り、1960年から1961年にかけてロサンゼルスに拠点を置くベイリー＆スペンサー探偵事務所に在籍した。ヴァン・ウィリアムズが演じたケニー・マディソンはスピンオフシリーズ『サーフサイド6』に移り、翌シーズンから『バーボン・ストリート』の時間枠で放送された。マイアミを舞台にした『サーフサイド6』は1962年半ばまで続いた。アンドリュー・ダガンが演じたキャル・カルホーンは後に『サンセット77』の1962年のエピソードに登場した。彼が探偵事務所を畳み、ニューオーリンズ警察に戻っていることが判明する。

## キャスト
- リチャード・ロング: レックス・ランドルフ
- アンドリュー・ダガン: キャル・カルホーン
- アーリーン・ハウエル: メロディー・リー・マーサー
- ヴァン・ウィリアムズ: ケニー・マディソン
- エディ・コール: 男爵（12エピソード）
- トミー・ファレル（英語版）: ジェイ・オハンロン (7エピソード)
- ニタ・タルボット（英語版）: ラスティ・ウェザー (4エピソード)

アーリーン・ハウエルは元ミスUSAで1958年から西部劇ドラマ『マーベリック』に何度か出演、特に準レギュラーのキャラクター「シンディ・ルー・ブラウン」として出演していた。1966年の『マイペース二等兵』のエピソードで演じた、カーター軍曹と初対面デートをする「フローラ」役を最後に引退した。リチャード・ロングは、西部劇ドラマ『バークレー牧場』（1965年-1969年）や、ホームコメディ『ぼくらのナニー』（1970年–1971年）で主演を務めた。ヴァン・ウィリアムズは『グリーン・ホーネット』（1966年-1967年）でブルース・リーの相手役を演じた。 アンドリュー・ダガンは映画やテレビで多数の役を演じ続け、その中には短命に終わったテレビ版『わが家はいっぱい』（1962年）の（ケーリー・グラントが1952年の映画版で演じた）ジョージ・ローズ役や、西部劇ドラマ『対決ランサー牧場』（1968年-1970年）の家長役などの主演も含まれる。

## 出演したゲストスターの一部
- チャールズ・エイドマン
- ロスコー・エイツ（英語版）
- トル・エイヴァリー（英語版）
- レイモンド・ベイリー（英語版）
- ドン・"レッド"・バリー（英語版）
- ジャンヌ・ベイツ（英語版）
- ウィット・ビセル（英語版）
- レイン・ブラッドフォード（英語版）
- ヘンリー・ブランドン（英語版）
- ヴィクター・ブオノ
- ウォルター・バーク（英語版）
- ジーン・バイロン（英語版）
- ジェームズ・T・キャラハン（英語版）
- リチャード・チェンバレン
- ジェームズ・コバーン
- ロバート・コルバート（英語版）
- トリス・コフィン（英語版）
- ゲイリー・コンウェイ（英語版）
- ラス・コンウェイ（英語版）
- キャスリーン・クローリー（英語版）
- マイケル・ダンテ（英語版）
- レイ・ダントン（英語版）
- リチャード・ディーコン（英語版）
- シリル・デレヴァンティ（英語版）
- ブラッド・デクスター
- エレーン・デヴリー
- アン・ドラン（英語版）
- ジェームズ・ドルーリー（英語版）
- ビル・エルウィン（英語版）
- ジェームズ・フラヴィン（英語版）
- キャスリーン・フリーマン
- リサ・ゲイ（英語版）
- ヴァージニア・グレッグ（英語版）
- マイロン・ヒーリー（英語版）
- ジョン・ホイト
- ブラッド・ジョンソン（英語版）
- シャーリー・ナイト
- テッド・ナイト（英語版）
- ガイル・コーブ（英語版）
- サンディー・コーファックス
- ナンシー・カルプ（英語版）
- スー・アン・ランドン（英語版）
- スザンヌ・ロイド（英語版）
- ジョン・マーリー（英語版）
- ダイアン・マクベイン（英語版）
- パトリック・マクヴィ（英語版）
- タイラー・マクヴィ（英語版）
- ジョアンナ・ムーア
- メアリー・タイラー・ムーア
- リタ・モレノ
- ジャネット・ノーラン
- ジェイ・ノヴェロ（英語版）
- シンシア・ペパー（英語版）
- ポール・ピサーニ（英語版）
- マーラ・パワーズ（英語版）
- ジャドソン・プラット（英語版）
- デンヴァー・パイル（英語版）
- レックス・リーズン
- ローズ・リーズン（英語版）
- マドリン・ルー（英語版）
- カルロス・ロメロ（英語版）
- リチャード・ラスト（英語版）
- カレン・スティール（英語版）
- ランディ・スチュアート
- ヴォーン・テイラー（英語版）
- メアリー・トリーン（英語版）
- ルリーン・タトル
- アダム・ウェスト
- ピーター・ホイットニー（英語版）
- ロバート・J・ウィルク（英語版）
- マリー・ウィンザー（英語版）
- ドナルド・ウッズ（英語版）
- カールトン・G・ヤング（英語版）
- トニー・ヤング（英語版）